# 北但馬地震
北但馬地震（きたたじまじしん）あるいは但馬地震（たじまじしん）は、1925年（大正14年）5月23日午前11時11分、兵庫県但馬地方北部で発生した地震である。地震の規模はM6.8。当地ではこの地震による災害を、もしくは地震そのものと災害を含めた形で「北但（ほくたん）大震災」と呼ぶ。

## 概要
最大震度は兵庫県の豊岡、城崎（いずれも現在の豊岡市）で観測された震度6（当時の震度階級による最大震度。震度7は1948年の福井地震の後から適用）。その他、兵庫県、京都府、滋賀県で震度5、岡山県、鳥取県、和歌山県、三重県で震度4をそれぞれ観測。震源地は現在の豊岡市中心部付近（北緯35.6度、東経134.8度）。

## 各地の震度
| 震度 | 都道府県 | 観測点名                       |
| ---- | -------- | ------------------------------ |
| 6    | 兵庫県   | 豊岡市桜町（旧）               |
| 4    | 兵庫県   | 神戸中央区中山手・洲本市小路谷 |
| 4    | 京都府   | 宮津測候所・京都中京区西ノ京   |
| 4    | 奈良県   | 橿原測候所                     |
| 4    | 和歌山県 | 和歌山市男野芝丁               |
| 4    | 鳥取県   | 境港市東本町                   |
| 4    | 徳島県   | 徳島市大和町（旧）             |
| 4    | 香川県   | 多度津町家中                   |

## 被害状況
- 死者：428名
- 負傷者：1,016名
- 全壊：1,733棟
- 半壊：2,106棟
- 一部損壊：45,659棟
- 焼失：2,328棟
- 全焼：1,696棟 [3]

この地震は、円山川流域、特に豊岡、城崎の町に甚大な被害をもたらし、軟弱な沖積地盤上に建てられた家屋の倒壊率は4割を超えた。揺れを感じる直前には、円山川の河口付近において、海側から大砲のような音が断続的に聞こえ、地震発生時には、豊岡の町で地面が16秒間に4回も強く波打ったという。当時の建築物は木造が大半であったために、地震の初動で建物の多くは一気に倒壊した。おりしも昼時で、炊事のために火を起こしていた民家や旅館の倒壊に伴い、数か所から火の手が上がった。消火活動が行われ豊岡町駅前と永井の遊楽館付近の火災は鎮火したが、ほかの地区の火災は北風にあおられ延焼し翌日の午前4時、焼き尽くした後に鎮火した。
この火災により豊岡では町の市街地の約7割が焼失し、城崎では実に272名（人口比で8.0 %）という多数の死者が生じた。犠牲者の大半は、炊事中に家屋の倒壊に巻き込まれ脱出できないまま焼死した女性たちであり、「北但大震災の最大の犠牲者は城崎の女性である」とまで言われている。

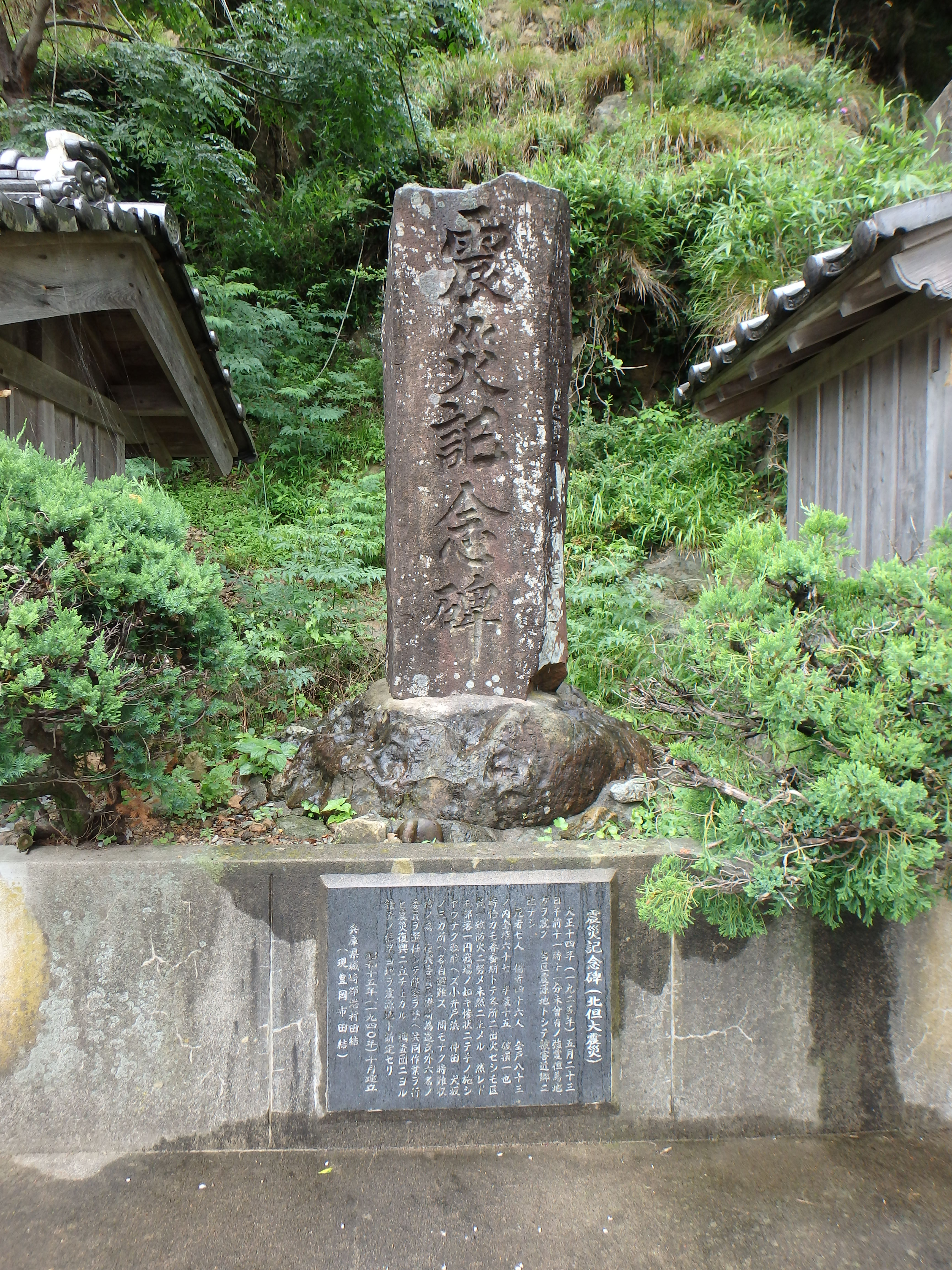
兵庫県豊岡市田結の震災記念碑

一方、震源地付近と考えられる港村田結（2018年現在の豊岡市田結）では83戸中82戸が倒壊、10か所前後から煙が上がったが、住民が救助より消火を優先したことにより延焼は食い止められ、住民約440名中7人の圧死者を出すにとどまった。なお、鎮火後に救助が行われ、倒壊家屋から58人が救出されている。震災後に断層調査に来た地震学者の今村明恒は、「震災国日本における模範的な行動」と賞賛した。田結では1940年（昭和15年）10月に震災記念碑が建立された（北緯35度38分38.904秒 東経134度50分45.996秒 / 北緯35.64414000度 東経134.84611000度）。
但馬地方北部、円山川流域のこの地域は三方を山地に囲まれ、残る北部は海に隔てられているため、元々陸の孤島に近かった。地震により交通網が寸断されたために、周辺の町の消防団や陸海軍の救護隊が到着するまでに丸一日かかり、救助の初期活動が著しく滞った。そのような中で、豊岡中学校の生徒約500名が倒壊家屋からの生存者救助や消火活動などに従事し、臨時の救助隊として大きな働きをした。円山川の改修に従事していた朝鮮人労働者の多くも救援に奔走しており、後に県知事の表彰を受けている。また、鳥取高等農業学校（現在の鳥取大学農学部）の生徒がいち早く城崎に駆けつけ、ボランティア活動を展開した。
この地震は、関東大震災やその後に関東地方で地震が頻発したことによって広まった「地震は関東で起きるもの」という先入観を打ち崩した。

## 復旧・復興の経過
地震後、豊岡や城崎では、道路幅拡大や耐火建築の促進など、地震・火事に強い町を目指して震災復興再開発事業が成し遂げられた。
1926年（大正15）2月23日の町会で、町長となっていた伊地智三郎右衛門は、復興の具体的手段として道路建設の重要性を説き、地震前から進められてきた大豊岡構想が一段と積極的に展開されることとなった。

## 震災豫防調査會報告
震災豫防調査會が報告した資料
- 震災豫防調査會、震災豫防調査會報告 101巻 1927年 東京帝國大學理學部地震學科
  - 今村明恒、「但馬地震調査報告」 震災豫防調査會報告 1927年 101巻 p.1-29
  - 山崎直方、「但馬地震ノ震源調査報告」 震災豫防調査會報告 1927年 101巻 p.31-34
  - 松澤武雄, 井上宇胤, 岸上冬彦 ほか、「豊岡町震火災調査報告」 震災豫防調査會報告 1927年 101巻 p.35-38
  - 那波光雄、「但馬地震鐵道被害調査報告」 震災豫防調査會報告 1927年 101巻 p.39-40
  - 谷口忠、「但馬地震建築物被害調査報告」 震災豫防調査會報告 1927年 101巻 p.41-62
  - 今村明恒、「但馬地方震後ノ家屋建築及修理ニ關スル注意」 震災豫防調査會報告 1927年 101巻 p.63-67
  - 著者名なし、「木造小學校建築耐震上ノ注意」 震災豫防調査會報告 1927年 101巻 p.69-76
  - 著者名なし、「震災豫防調査會記事」 震災豫防調査會報告 1927年 101巻 p.77-92
  - 著者名なし、「餘録」 震災豫防調査會報告 1927年 101巻 p.93

## 救援・救護活動に参加した組織
- 歩兵第40連隊（鳥取）[6]
- 歩兵第20連隊（福知山）
- 工兵第10大隊（岡山）
- 姫路赤十字病院
- 福知山鉄道治療所
- 神戸鉄道治療所
- 駆逐艦榎陸戦隊